# Мањано (Потенца)
Мањано (итал. Magnano) је насеље у Италији у округу Потенца, региону Базиликата.
Према процени из 2011. у насељу је живело 960 становника. Насеље се налази на надморској висини од 686 м.